# Lemberg (Saskatchewan)
Pour les articles homonymes, voir Lemberg.
Lemberg est une ville de la Saskatchewan au Canada.

## Géographie
La localité de Lemberg est située dans le sud-est de la province de Saskatchewan.

## Démographie
| 2016 | 2021 |
| ---- | ---- |
| 313  | 266  |